# Dick Ploog
Richard Ploog, dit Dick Ploog (né le 27 décembre 1936 à Ballarat et mort le 14 juillet 2002 à Gold Coast) est un coureur cycliste australien. Il a notamment été médaillé de bronze de la vitesse aux 1956 à Melbourne, et aux championnats du monde de 1958. Il a également obtenu deux médailles d'or aux Jeux du Commonwealth : au kilomètre en 1954 et en vitesse en 1958.
En 1956, à l'issue de la compétition de vitesse, il bat le record du monde du 200 mètres lancé, en 11,2 s. Ce record tient jusqu'en 1960, année durant laquelle il est battu par Sante Gaiardoni.

## Palmarès

### Jeux olympiques
- Melbourne 1956
  -  Médaillé de bronze de la vitesse

### Championnats du monde
- Paris 1958
  -  Médaillé de bronze de la vitesse

### Jeux du Commonwealth
- Vancouver 1954
  -  Médaillé d'or du kilomètre (ex aequo avec Alfred Swift)
- Cardiff 1958
  -  Médaillé d'or de la vitesse